# 飯田貴之
飯田 貴之（いいだ たかゆき、1999年6月24日 - ）は、千葉県香取郡東庄町出身の陸上競技選手。専門は長距離走・マラソン。八千代松陰高等学校、青山学院大学総合文化政策学部・総合文化政策学科卒業。

## 経歴

### 高校時代まで
東庄町立東庄中学校で本格的に陸上競技を始める。中学3年時には第20回都道府県対抗駅伝に出場し6区区間10位の成績を残している。
八千代松陰高校1年時の第66回全国高校駅伝では3区区間17位。高校3年時の第23回都道府県対抗駅伝では1区を務め区間13位。

### 大学時代・箱根駅伝などで活躍
原晋・長距離ブロック監督にスカウトを受け、2018年4月に青山学院大学へ進学・同陸上競技部に入部する。
大学1年時の第30回出雲駅伝でメンバー入りを果たすが補欠に終わる。第95回箱根駅伝では8区を担当。序盤から区間記録ペースで追い上げ、区間2位（8区歴代6位）の好走を見せた。結果青学大チームは、往路の6位が響いて箱根駅伝5連覇はならず惜しくも総合2位に留まったが（総合優勝校は東海大学）、5年連続の復路優勝を果たした。
2年時の2019年4月6日、TBSテレビ系列の生放送特別番組『オールスター感謝祭'19春』の「人馬対決・マイルリレー」に、新号健志・生方敦也・鈴木塁人と共に参加。人間側（青学大陸上部員）が競走馬に勝利した。
第31回出雲駅伝は補欠。第51回全日本大学駅伝では8区を担当。7区の𠮷田圭太からトップでタスキを受けるも、2秒差でタスキを受けた東海大学・名取燎太に並ばれると4.5kmで引き離され、ゴールでは1分44秒の差をつけられた。ゴール手前では3位駒澤大学・山下一貴にも迫られたが、辛うじて5秒差で逃げ切り2位を死守。しかし区間7位と不本意な結果に終わった。
2019年11月の関東学連10000m記録挑戦競技会では、従来の記録（29分42秒34）を1分近く上回る、28分49秒45の自己ベストを記録した。
第96回箱根駅伝では5区を担当。4区の吉田祐也からトップでタスキを受けると区間記録を大きく上回るペースで突っ込み、中盤以降も安定した走りで山を駆け上がり往路優勝のテープを切った。従来の区間記録を14秒更新する1時間10分40秒の区間新記録（区間2位）をマークし、青学大チームは2年ぶり5回目の総合優勝に返り咲いた。
3年時の第52回全日本大学駅伝は補欠。第97回箱根駅伝では9区を担当。前日往路で青学大チームはまさかの12位と大きく出遅れたが、8区の岩見秀哉から暫定5位でタスキを受けると、6.8kmで東海大・長田駿佑をかわし暫定4位に浮上。区間2位の好走でチームの2年振り6度目の復路優勝に貢献した（但し当回の青学大・総合順位は4位に終わり、総合優勝は駒澤大学）。
4年時は1学年先輩の神林勇太から引き継いで、長距離ブロックの主将を務めていた。
10月の第33回出雲駅伝は2区を担当。1区の近藤幸太郎からトップでタスキを受けるも区間7位と苦戦し、5位に後退。チームも2位に終わる。第53回全日本大学駅伝では8区に出走。トップ駒澤大と18秒差の2位でタスキを受けると、序盤は駒澤大の花尾恭輔に追いつき併走するも、ゴール直前で離され、僅か8秒差の2位に終わり、チームは優勝を逃した。第98回箱根駅伝は4区に出走。3区の太田蒼生からトップでタスキを受けると区間3位の走りで後続との差を広げ、青学大チームが往路優勝を達成。翌日の復路も青学大は総合2位の順天堂大学を大きく引き離して、2年振り6回目の総合優勝・復路優勝・大会記録更新（10時間43分42秒）と、記録尽くめの大会と成った。
2022年2月、第70回記念別府大分毎日マラソンへ自身初のフルマラソンに出走。レース序盤から先頭集団についていき、中間点は1時間03分41秒で通過。しかし25Km過ぎ以降で、優勝争いから完全に脱落し、その後終盤では大きくスローダウンしてしまう。結局は男子総合33位・記録も2時間20分台と辛うじて完走するのがやっとであった。

### 社会人時代
大学卒業後は富士通で競技を続行中。
2023年2月26日、『大阪マラソン2023』に出場。総合順位は35位であったが、これまでの自己ベストを大幅に上回る2時間09分57秒で走破した。
2023年5月7日、チェコ・プラハで開催されたマラソン大会で、2時間09分34秒と自己ベストをさらに更新、日本人最高の5位入賞を果たすとともに、同年10月に行われるMGC出場権を獲得した。
2023年10月、MGC本番レースに出場。序盤から独走する川内優輝（プロランナー・あいおいニッセイ同和損害保険）はついていかず、第二集団で待機。然し30Kmの手前で2位争いの集団から完全脱落、青山学院大OBとして横田俊吾に次ぐ2着に入るも、結局38位に終わった。

## 人物・エピソード
- 青山学院大学の先輩で、吉田祐也と並ぶほどの『練習の虫』である。青山学院大学の公式Twitterなどで、このことを度々紹介されている。
- 趣味はガンプラ、ゲーム、音楽鑑賞。
- 現在、先輩や後輩とApexのゲームで交流を深めている旨をTwitterやYouTubeなどで発言している。
- 青山学院大学の後輩である佐藤一世とは、八千代松陰高等学校時代からの先輩・後輩の間柄である。この為、佐藤からは「飯田さん」では無く「飯田先輩」と呼ばれている。また佐藤は、飯田を尊敬している旨を雑誌や動画などで語り、2022年1月3日の第98回箱根駅伝後の優勝インタビューで「飯田先輩に本当に憧れて、この大学に入ったのもあるので」と公言した。
- 青山学院大学の1学年先輩の間で、次年度主将選出事前に「次期主将は、適任者は飯田しかいないよね」と話し合われ結論付いていたことが、2021年9月4日に公開された『4years.』の記事で明らかになった。
- 青学大男子陸上部長距離ブロック・原晋監督によると、飯田を「チーム一のイケメンで男前」と評している[22]。それでも、最終学年のキャプテンとして総合優勝を果たした第98回箱根駅伝では、原晋自ら「（当時主将の）飯田を中心に、4年生達はいじられキャラ。特に3年生達は、結構飯田を弄っている」と説明すると、飯田は困惑しつつ苦笑いを浮かべていた[23]。
- 2022年2月の初マラソンの際、メイン解説を務めていた瀬古利彦は、飯田の走り方を「しっかり足が地面に付いていて、マラソン向きのきれいなフォーム」と絶賛していた。

## 戦績

### 主な戦績
| 年         | 大会                                         | 種目（区間）  | 順位     | 記録          | 備考                |
| ---------- | -------------------------------------------- | ------------- | -------- | ------------- | ------------------- |
| 2015年12月 | 第66回男子全国高等学校駅伝競走大会           | 3区・8.1075km | 17位     | 24分28秒      | 高校チーム総合9位   |
| 2018年1月  | 第23回全国都道府県対抗男子駅伝競走大会       | 1区・7Km      | 13位     | 20分18秒      | 千葉県チーム総合3位 |
| 2018年6月  | 第3回国士舘大学競技会                        | 5000m         | 5組・7位 | 14分07秒55    | 当時自己記録        |
| 2019年1月  | 第46回高根沢町元気あっぷハーフマラソン       | 21.0975Km     | 優勝     | 1時間03分10秒 | 自己ベスト記録      |
| 2019年4月  | 第269回日本体育大学長距離競技会              | 10000m        | 1組・1位 | 29分42秒34    | 当時自己記録        |
| 2019年11月 | 第14回世田谷246ハーフマラソン                | 21.0975Km     | 優勝     | 1時間03分11秒 | [ 24 ] [ 25 ]       |
| 2019年11月 | 関東学連10000m記録挑戦競技会                 | 10000m        | 9組・7位 | 28分49秒45    | 当時自己記録        |
| 2021年7月  | 第2回絆記録挑戦会                            | 5000m         | 5組・5位 | 13分55秒83    | 当時自己記録        |
| 2021年11月 | GMOインターネットグループpresentsMARCH対抗戦 | 10000m        | 5組・4位 | 28分30秒30    | 当時自己記録        |

### 大学駅伝成績
| 年度               | 出雲駅伝                    | 全日本大学駅伝              | 箱根駅伝                         |
| ------------------ | --------------------------- | --------------------------- | -------------------------------- |
| 1年生 （2018年度） | 第30回 出場なし             | 第50回 出場なし             | 第95回 8区-区間2位 1時間04分34秒 |
| 2年生 （2019年度） | 第31回 出場なし             | 第51回 8区-区間7位 59分32秒 | 第96回 5区-区間2位 1時間10分40秒 |
| 3年生 （2020年度） | 第32回 （開催中止）         | 第52回 出場なし             | 第97回 9区-区間2位 1時間09分20秒 |
| 4年生 （2021年度） | 第33回 2区-区間7位 16分29秒 | 第53回 8区-区間3位 59分02秒 | 第98回 4区-区間3位 1時間01分46秒 |

### マラソン全戦績
| 年月           | 大会                               | 順位 | 記録          | 備考                                               |
| -------------- | ---------------------------------- | ---- | ------------- | -------------------------------------------------- |
| 2022年2月6日   | 第70回記念別府大分毎日マラソン     | 33位 | 2時間20分13秒 | 初マラソン                                         |
| 2023年2月26日  | 大阪マラソン2023                   | 35位 | 2時間09分57秒 |                                                    |
| 2023年5月7日   | チェコ・プラハマラソン             | 5位  | 2時間09分34秒 | 自己ベスト                                         |
| 2023年10月15日 | マラソングランドチャンピオンシップ | 38位 | 2時間15分16秒 | 2024年パリオリンピック・男子マラソン日本代表選考会 |
| 2024年2月25日  | 大阪マラソン2024                   | 47位 | 2時間13分18秒 |                                                    |
| 2025年3月2日   | 東京マラソン2025                   | 35位 | 2時間11分59秒 |                                                    |

## 自己記録
- 5000m：13分50秒40（2024年4月28日）
- 10000m：28分25秒08（2024年9月28日）
- ハーフマラソン：1時間01分30秒（2024年2月11日）
- マラソン：2時間09分34秒（2023年5月7日）